# Djebel Hamra
Le djebel Hamra ou djebel Kol el Hamra est un djebel du Soudan dans le Kordofan.